# MC Jin
Jin Au-Yeung (chinês tradicional: 歐陽靖, chinês simplificado: 欧阳靖, pinyin: Ōuyáng Jìng; Miami, 4 de junho de 1982), mais conhecido pelo seu nome artístico MC Jin, é um rapper, compositor, ator e comediante norte-americano. Ele é notável por ser o primeiro rapper solo asiático-americano a assinar com uma grande gravadora nos Estados Unidos.

## Biografia
Jin Au-Yeung nasceu em 4 de junho de 1982, em Miami, na Flórida, filho de imigrantes de Hong Kong de descendência hacá. Criado na zona geral de Miami, Jin frequentou a John F. Kennedy Middle School em North Miami Beach. Jin continuou a frequentar a a instituição, na qual se formou em 2000. Depois de se formar, Jin decidiu renunciar à faculdade e começar a sua carreira no rap. Pouco tempo depois, a família se mudou em 2001 para Queens, na cidade de Nova Iorque.

## Carreira

### 2001–2007
Au-Yeung começou a produzir suas músicas com base no estilo freestyle e a vender mixtapes na rua, em clubes de hip-hop e noutros locais. Durante uma batalha de rua, foi descoberto por Kamel Pratt, que se tornou seu empresário e lançou a Crafty Plugz Entertainment. O rapper ganhou fama ao participar no programa 106 and Park do canal americano Black Entertainment Television (BET), mais especificamente no segmento Freestyle Friday. Ele venceu sete batalhas consecutivas e foi introduzido no Freestyle Friday no Hall of Fame.
Jin declarou, mais tarde, que havia assinado um contrato com a editora Ruff Ryders. O seu primeiro single para a Ruff Ryders foi "Learn Chinese", com a participação do rapper haitiano Wyclef Jean. Ele também fez um cover de "Blind Man Can See It", de James Brown . O segundo single do álbum era suposto ser "I Got a Love" com Kanye West, mas acabou por ser Senorita. O álbum estava originalmente previsto para o verão de 2003, mas foi adiado por mais de um ano pela editora. Em outubro de 2004, Jin lançou o seu álbum de estreia, The Rest Is History, que atingiu o número 54 na Billboard 200. Os dois singles, Learn Chinese e Senorita, não tiveram grande sucesso. No entanto, o vídeo de Learn Chinese foi o primeiro a ser transmitido na MTV Chi.
Em 18 de maio de 2005, Jin revelou que tinha suspendido a sua carreira musical para explorar outras possibilidades. Finalmente, ele lançou uma canção intitulada "I Quit", produzida por Golden Child. Este anúncio foi amplamente mal interpretado e marcou o fim de Jin. No entanto, mais tarde regressou com um nome diferente, The Emcee, e participou de várias canções, incluindo Dear Summer de Jay-Z. Em seguida, lançou seu single Top 5 (Dead or Alive), no qual explorou a história dos maiores rappers. Com a editora independente Draft Records, Jin lançou o seu segundo álbum, The Emcee's Properganda, em 25 de outubro de 2005. Jin também participou no álbum Heroes of Earth de Leehom Wang. Juntos, tocaram Heroes of the Earth no palco em Xangai, em 16 de fevereiro de 2006, num evento organizado por Andrew Ballen.
Jin lançou dois álbuns em 2006. O primeiro, 100 Grand Jin, é uma mixtape lançada em 29 de agosto de 2006. O single do álbum, FYI, tem o seu próprio videoclipe. O segundo álbum da editora, e terceiro álbum de Jin, intitula-se I Promise. Jin anunciou que estava trabalhando em um novo álbum intitulado Birthdays, Funerals and Things in Between. Lançou a sua primeira canção, "Open Letter to Obama", em 24 de abril de 2007, que se tornou uma das oito canções favoritas do presidente no MySpace. Em 16 de abril de 2007, Jin lançou uma canção dedicada às vítimas do massacre de Virginia Tech, chamada "Rain, Rain Go Away'. Mais tarde nesse ano, Jin anunciou um álbum online em novembro de 2006.

### 2008–2017
Em 2008, Jin viajou para Hong Kong durante três meses para promover o seu novo álbum ABC. O álbum foi escrito e gravado nos Estados Unidos em 2006. Publicou o seu single "Welcome to the Light Club" no Myspace. Jin diz-se cristão e batizado na sua canção "Welcome to the Light Club". Participou no projeto Far East Movement's Millionaire. Participou numa canção, "World Premier", produzida por DJ Premier. Também colaborou com o produtor Mark Holiday.
Jin colaborou com o rapper malaio Point Blanc na canção "One Day", lançada em 2008.
Jin lançou um álbum com seu amigo Hanjin Tan em 2010. Em 10 de julho de 2010, Jin colaborou com o cantor para o lançamento de outro álbum em chinês chamado "Buy One Get One Free (買一送一)". Em dezembro de 2010, Jin juntou-se a Donald Tsang para um vídeo musical de Natal intitulado "Rap Now", atingindo a marca de mais de nove milhões de visualizações no YouTube.
Em 7 de março de 2011, Jin lançou um videoclipe para uma canção do seu próximo álbum em inglês, intitulado “Charlie Sheen”. Jin lançou um EP intitulado Sincerely Yours, um EP de orientação cristã e de auto-aperfeiçoamento, com mensagens positivas sobre a vida e percepções auto-reflexivas sobre a sua própria vida. Após o sismo e tsunami de Tōhoku em 2011, Jin participou no concerto de beneficência Artistes 311 Love Beyond Borders para ajudar a angariar fundos para os esforços de recuperação da catástrofe no Japão. O evento de 3 horas angariou mais de HK$26 milhões (USD$3,3 milhões).
No final de 2013, Jin assinou um contrato com a editora The Great Company. Lá, ele lançou sua primeira música, "Hypocrite (The Gold Chapter)". A 21 de dezembro de 2013, Jin lançou o seu primeiro EP sob esta editora, intitulado "Hypocrite".
Jin começou a praticar comédia stand-up em Nova Iorque em 2015.

### 2017–presente
Em 2017, participou no concurso de rap chinês, The Rap of China, mascarado, sob o pseudónimo de “HipHopMan”.
Desde então, Jin lançou várias canções em mandarim, incluindo “Zero”, uma canção promocional para o filme de 2017 The Foreigner, protagonizado pelo ator Jackie Chan.
Em 2021, juntou-se ao elenco de Call Me by Fire como concorrente. Foi eliminado no episódio 5, tendo regressado mais tarde no episódio 6.

## Discografia

### Álbums de estúdio
- 2004 : The Rest Is History
- 2005 : The Emcee's Properganda
- 2006 : 100 Grand Jin
- 2006 : I Promise
- 2007 : I Promise
- 2007 : ABC

### Singles
- Learn Chinese com Wyclef Jean (2003)
- Senorita (2004)
- Top 5 (Dead or Alive) (2005)
- FYI featuring YungMAC (2006)

### Singles não lançados
- Hater Hater (2006)
- Backpack Backpack (2006)
- So Sick (remix) - Ne-Yo featuring Jin (2006)
- Fuck Jay-Z (2006)
- Come Closer - Juggy D featuring Jin (2005)

## Filmografia
- 2003 : 2 Fast 2 Furious
- 2012 : The Man with the Iron Fists
- 2019 : The White Storm 2: Drug Lords
- 2019 : Funeral Killers (沉默的證人)
- 2020 : Monster Hunter